# スカイボルト (ミサイル)

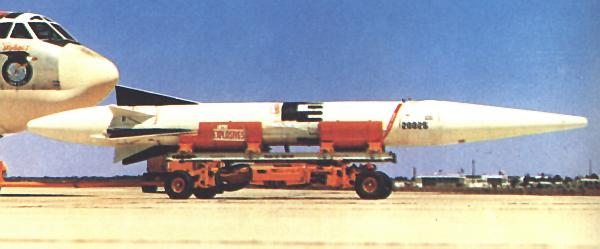
XGM-48A スカイボルト

スカイボルト（ダグラス GAM-87/AGM-48 Skybolt）は、1950年代後半にアメリカ合衆国で開発されていた空中発射弾道ミサイルである。

## 概要
弾道ミサイルの実用化は、それまでの戦略爆撃機に対して飛躍的な長距離戦略攻撃力をもたらしたが、初期の弾道ミサイルの最大の欠点として、秘匿と敵の先制攻撃に対する防護が不十分なことがあった。1950年代においては核弾頭の至近炸裂に耐えうる対爆発射設備（ミサイルサイロ）がまだ開発されておらず、アメリカ空軍の露天・固定配備の弾道ミサイルは生存性に対して大いなる疑問が持たれていたことから、弾道ミサイルに高い秘匿性と生存性を持たせるべく発案されたのが“空中発射弾道ミサイル”という兵器システムである。
これは、爆撃機に搭載され、空中で切り離された後に点火、飛行する中距離弾道ミサイルである。弾道ミサイルを航空機に搭載すれば、一旦離陸して空中待機体制に入れば、常時その所在地を変更することができるために秘匿性が高く、敵の先制核攻撃に対しても高い生存性があると考えられていた。また、大陸間弾道ミサイルの実用化によりその存在価値を大幅に減じることになる戦略航空軍団（アメリカ空軍戦略爆撃機部隊）にとっては、大型爆撃機の新たな任務運用法として注目された。
しかし、開発にあたり技術的困難が多く、開発に伴う一連のテストが失敗し、これが原因で開発計画が中止された。スカイボルト計画に参加していたイギリスは、次期核ミサイル計画がなくなることにより、その核戦略に大きな問題が生じ、外交関係に影響を与えた。
“空中発射弾道ミサイル”という兵器システムに関する研究はその後も継続されたが、1960年代に入り、十分な対爆防護能力を持ち、弾道ミサイルを即時発射可能な状態で待機させることができる地下施設であるミサイルサイロが実用化されたことから、以後の研究はキャンセルされた。

## 開発
1958年にアメリカ合衆国のいくつかの企業が、戦略爆撃機に搭載して高高度で発射される大型弾道ミサイルのデモンストレーションを行った。このミサイルは、アメリカ海軍の潜水艦発射弾道ミサイル（SLBM）と同様に中間行程で天測航法を併用する慣性航法装置を使用し、既存の地上配備のミサイルと同等の命中精度を持っていた。このシステムは、アメリカ空軍の興味を惹き、1959年には開発計画の入札が行われた。同年5月26日、ダグラス・エアクラフトが主契約者となり、サブコントラクターとしてノースロップのNortronics部門（誘導装置）、エアロジェット・ジェネラル（推進装置）、ゼネラル・エレクトリック（再突入体）などの企業が開発に参加した。計画は、最初に兵器システムWS-138Aとして始まり、1960年にはGAM-87 スカイボルトの名称が与えられた。
同じ頃、イギリス空軍（RAF）は、ブルーストリークとして知られる中距離弾道ミサイル開発計画に問題を抱えていた。ブルーストリークの開発は、計画の遅延と予算超過のみならず、英国諸島でミサイルサイロとして利用可能な地域は、仮想敵国であるソ連にとって容易に発見/攻撃が可能であることを意味した。RAFは、スカイボルトが地上配備ミサイルより安全であり、同時に増大するソ連防空軍（PVO Strany）の防空圏の外から使用できる長射程のスタンドオフ兵器として、RAFの3Vボマーのプレゼンスを維持することができると考えた。この事は、開発中の高価なブルースチール Mk.II空対地ミサイルが必要無くなる事を意味した。当時の英国首相ハロルド・マクミランは、アメリカ合衆国大統領アイゼンハワーと会談し、RAFが144基のスカイボルトを購入することに合意し、そして、ブルーストリーク、ブルースチール Mk.IIは両方ともキャンセルされた。
1961年1月には、アメリカ空軍のB-52Gによる投下テストと、バルカンB.Mk.2爆撃機の試作機XH537を使用したモックアップミサイルによる互換性試験が始まった。1962年4月にはロケットエンジンと誘導装置を搭載した発射テストが始まったが、最初の5回の発射テストは全て失敗に終わった。1962年12月19日にケネディ大統領によってスカイボルトの開発計画中止が決定され、量産は中止された。その直後の12月22日に最終となる発射テストが行われ、その試験は成功を収めている。
この決定は、英国から信頼性のある核抑止力を奪うこととなり、“スカイボルト危機（Skybolt crisis）”と呼ばれる外交問題になった。開発と実射試験に関する資料は出資に応じた成果として英国に提供されたが、英国は、米国防長官ロバート・マクナマラの発案によるポラリスSLBMの導入に同意し（ナッソー協定）、主要な核抑止力の担い手をRAFからイギリス海軍へ移した。RAFは、V-爆撃機や後のパナビア・トーネード攻撃機に搭載するWE.177戦術核爆弾の運用能力を保持しつづけた。
計画中止後も、残ったXGAM-87A ミサイルを用いて限定的な飛行テストが続けられた。1963年6月に、XGAM-87AはXAGM-48Aに改称された。
|          | スカイボルト         | ポラリスA1             | タイタンI          |
| -------- | -------------------- | ---------------------- | ------------------ |
| 種類     | 空中発射弾道ミサイル | 潜水艦発射弾道ミサイル | 大陸間弾道ミサイル |
| 開発開始 | 1959年               | 1956年                 | 1955年             |
| 射程     | 1,850km              | 2,200km                | 11,300km           |
| 重量     | 5,000㎏              | 13,100kg               | 105,140kg          |
| 備考     | 1962年開発中止       | 1961年配備開始         | 1962年配備開始     |

## 構成

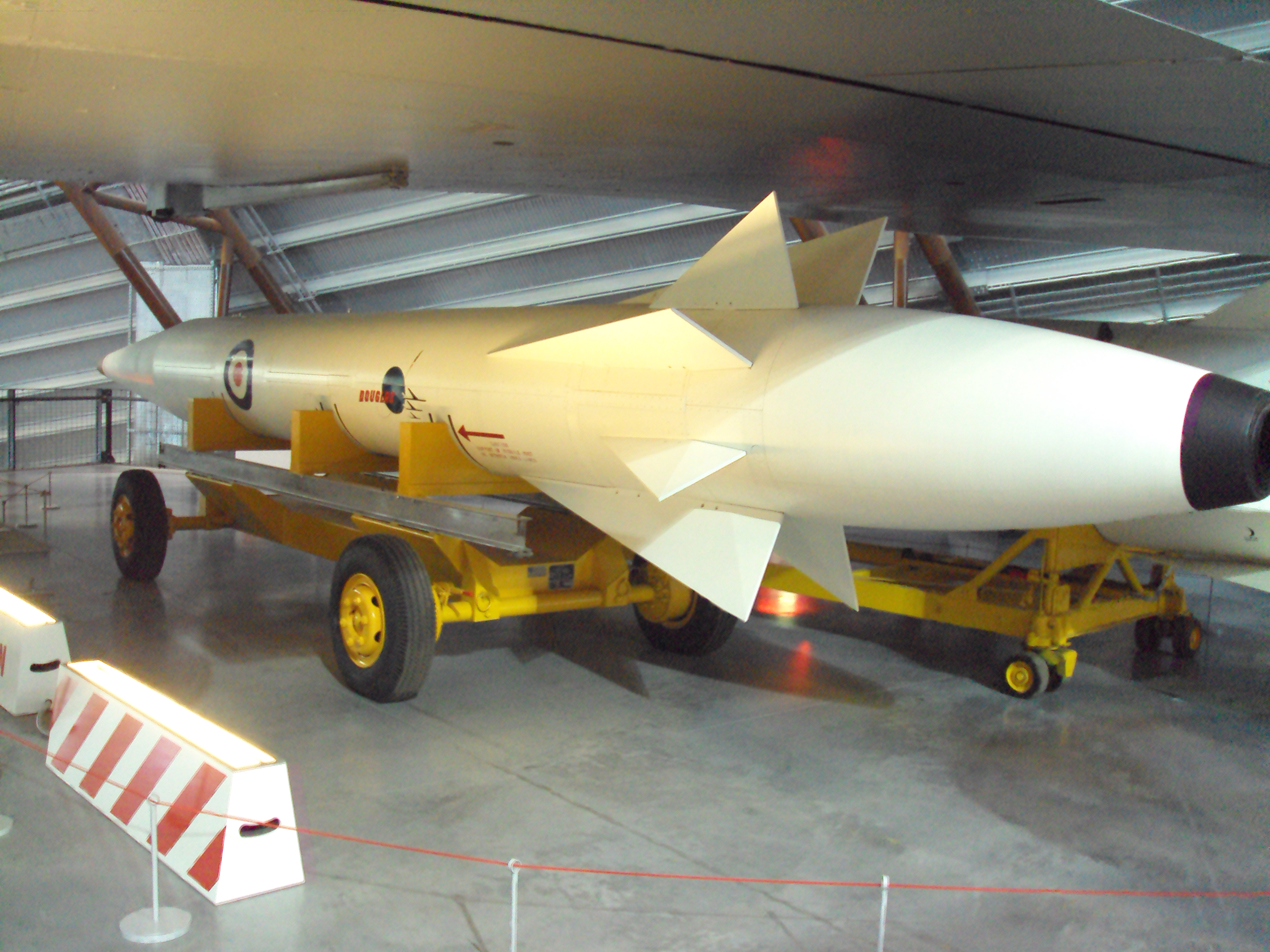
イギリス空軍博物館コスフォード分館（Royal Air Force Museum Cosford）で展示されるスカイボルト

GAM-87 スカイボルトは、エアロジェット・ジェネラル製の二段式固体燃料ロケットで飛翔する中射程の弾道ミサイルで、全長11.66m（38feet 3inch、テイルコーン含む）、全幅1.68m（5feet 6inch）、ミサイル本体の直径89cm（35inch） 、発射重量5,000kg（11,000lb）、射程1,850km（1,150mile）だった。弾頭は、核出力1.2MtのW59核弾頭を搭載したMk.7型再突入体を一基装備する単弾頭ミサイルだった。第一段ロケットの燃焼が終了したあと、第二段エンジンが点火するまでのしばらくの間、スカイボルトは滑空飛行する。第一段の末尾に8枚の尾翼があり、うち4枚が可動であり、その空力制御により誘導を行う、第二段の制御は可動ノズルによって行われた。
アメリカ空軍では、B-52Gが翼下の並列パイロンに二基ずつ、合計四基のミサイルを搭載し、英国ではアブロ バルカンB Mk.2爆撃機が両翼に一基ずつ、合計二基のミサイルを搭載する計画であった。パイロンに取りつけられたミサイルは空気抵抗を減らすために尾部にテイルコーンが取りつけられているが、これは、搭載機からミサイルが投下されると分離する。